# 冷颤
冷颤（英語：shivering，shuddering）是健康恒温动物因感到寒冷、早期失溫，而做出的身体发抖反应。当核心体温下降时，身体就会开始打冷颤以维持身体机能的稳态，属于一种生理反应。
与冷颤类似，但属于病理反应的称为寒颤。例如人在感染发烧时，下丘脑会将体温调定点的温度提高，在体温未升到体温调定点前，患者可能会因感到寒冷而打颤。